# Henk Numan
Hendrik Numan –conocido como Henk Numan– (Ámsterdam, 13 de junio de 1955-Landsmeer, 26 de abril de 2018) fue un deportista neerlandés que compitió en judo.
Participó en los Juegos Olímpicos de Moscú 1980, obteniendo una medalla de bronce en la categoría de –95 kg. Ganó una medalla de bronce en el Campeonato Mundial de Judo de 1979.

## Palmarés internacional
| Juegos Olímpicos   | Juegos Olímpicos | Juegos Olímpicos  | Juegos Olímpicos |
| Año                | Lugar            | Medalla           | Categoría        |
| ------------------ | ---------------- | ----------------- | ---------------- |
| 1980               | Moscú ( URSS)    | Medalla de bronce | –95 kg           |
| Campeonato Mundial |                  |                   |                  |
| Año                | Lugar            | Medalla           | Categoría        |
| 1979               | París (Francia)  | Medalla de bronce | –95 kg           |